# 羅訥河 (瑞典)
羅訥河（法語：Råneälven）是瑞典的河流，位於該國北部北博滕省，最終注入波的尼亞灣，河道全長210公里，流域面積4,207平方公里，平均流量每秒43立方米，河道上沒有建有水力發電廠。